# オラフル・ダッリ・オラフソン
オラフル・ダッリ・オラフソン（Ólafur Darri Ólafsson、1973年3月13日 - ）は、アメリカ合衆国コネチカット州生まれのアイスランドの俳優である。

## 経歴
アメリカ合衆国コネチカット州で生まれ、4歳の時にアイスランドに移り、そこで育つ。
2012年の映画『ザ・ディープ』で主演を務める。2013年には、ベン・スティラー監督・主演の『LIFE!』に出演した。
2015年から始まったアイスランドのミステリドラマシリーズ『トラップ 凍える死体』に主演し、作品とともに演技も高い評価を得たことで知名度を上げる。
2016年にはアイスランド出身のバンド、オブ・モンスターズ・アンド・メンによる「Winter Sound」のミュージックビデオにリップシンク（口パク）で出演している。

## 私生活
パートナーはダンサーのロヴィサ・オスク・グンナルスドッティル（アイスランド語: Lovísa Ósk Gunnarsdóttir）で、2人の間には娘が2人いる。

## フィルモグラフィー

### 映画
- 101レイキャヴィーク 101 Reykjavík （2000年）
- ベオウルフ Beowulf & Grendel （2005年）
- レイキャビク・ロッテルダム Reykjavík-Rotterdam （2008年）
- ハード・ラッシュ Contraband （2012年）
- ザ・ディープ Djúpið （2012年） ※主演
- LIFE!/ライフ The Secret Life of Walter Mitty （2013年）
- 誘拐の掟 A Walk Among the Tombstones （2014年）
- ラスト・ウィッチ・ハンター The Last Witch Hunter （2015年）
- ズーランダー NO.2 Zoolander 2 （2016年）
- BFG: ビッグ・フレンドリー・ジャイアント The BFG （2016年）
- MEG ザ・モンスター The Meg （2018年）
- バッド・スパイ The Spy Who Dumped Me (2018)
- バニシング The Vanishing （2018年）
- ファンタスティック・ビーストと黒い魔法使いの誕生 Fantastic Beasts: The Crimes of Grindelwald （2018年）
- ヒックとドラゴン 聖地への冒険 How to Train Your Dragon: The Hidden World （2019年） ※声の出演
- マーダー・ミステリー Murder Mystery （2019年） ※Netflixオリジナル映画
- 人生、区切りの旅 End of Sentence （2019年）
- ユーロビジョン歌合戦 〜ファイア・サーガ物語〜 Eurovision Song Contest: The Story of Fire Saga (2020年) ※Netflixオリジナル映画

### テレビ
- TRUE DETECTIVE/二人の刑事 True Detective （2014年） ※1エピソードにゲスト出演
- トラップ 凍える死体 Ófærð （2015年 - 2019年） ※主演
- クォーリーと呼ばれた男 Quarry （2016年）
- ザ・ミッシング 〜囚われた少女〜 The Missing （2016年）
- レディー・ダイナマイト Lady Dynamite （2016年 - 2017年）
- エメラルドシティ Emerald City （2017年）
- ヒルダの冒険 Hilda （2018年） ※声の出演
- ザ・ウィドウ 〜真実を求めて〜 The Widow （2019年）
- ニュー・アムステルダム 医師たちのカルテ New Amsterdam （2019年） ※1エピソードにゲスト出演
- ノスフェラトゥ NOS4A2 （2019年）
- ダーククリスタル: エイジ・オブ・レジスタンス The Dark Crystal: Age of Resistance (2019年) ※声の出演
- ニミュエ 選ばれし少女 Cursed （2020年） ※1エピソードにゲスト出演